# Klatovec
Klatovec (en allemand : Klatowetz) est une commune du district de Jihlava, dans la région de Vysočina, en République tchèque. Sa population s'élevait à 75 habitants en 2024.

## Géographie
Klatovec se trouve à 13 km à l'ouest-nord-ouest de Telč, à 29 km au sud-ouest de Jihlava et à 114 km au sud-est de Prague.
La commune est limitée par Kaliště au nord-ouest et au nord, par Mrákotín à l'est, par Studená au sud et par Panské Dubenky à l'ouest.

## Histoire
La première mention écrite de la localité date de 1386.

## Transports
Par la route, Klatovec se trouve à 5 km de Studená, à 18,5 km de Telč, à 33,5 km de Jihlava et à 146 km de Prague.